# Ыхне
Ы́хне (эст. Õhne jõgi) — река в Эстонии. 3,5 км реки протекает по территории Латвии.
Длина реки составляет 94 км, площадь водосборного бассейна — 573 км².
Река Ыхне берёт начало из озера Вейсъярв, а впадает в более крупное озеро Выртсъярв. Высота истока — 96 метров. Высота устья — 33 м над уровнем моря.
На реке стоит город Тырва. Река частично протекает по территории одного из заповедников европейской экологической сети «Натура 2000».

## Притоки
- Йыку (пр)
- Хельме (лв)